# مانويل ألاركون
مانويل ألاركون هو لاعب كرة قاعدة كوبي، ولد في 19 فبراير 1941، وتوفي في 29 مايو 1998.